# Rai Notte

Logo

Rai Notte era una struttura della Rai che curava la programmazione notturna di Rai 1, Rai 2 e Rai 3.

## Storia

### Nascita
Rai Notte nacque nel 1996 come progetto di "televisione notturna", cioè con una programmazione dai ritmi lenti e con una particolare attenzione alla cultura e alla riflessione sull'attualità. La direzione viene affidata a Gabriele La Porta.
Nacquero così una serie di autoproduzioni (specialmente su Rai 2): Medicina per voi, Inconscio, Magia e Psiche (programma di poesia e filosofia), Anima Good News, L'avvocato risponde (dedicato alle questioni legali inviate dai telespettatori) e Quasi le sette (incentrato sulla politica). Alcune di queste trasmissioni erano condotte dallo stesso direttore.

### Chiusura
L'omonima struttura è esistita fino al 5 maggio 2010. Nell'ottica di un taglio dei costi, venne presa la controversa decisione di smantellare la struttura e le autoproduzioni non vengono più trasmesse.
Rai Notte da quel momento si trasformò così in un contenitore televisivo con vari programmi d'archivio, documentari e repliche delle rubriche senza ovviamente più la messa in onda delle autoproduzioni, trasmesso per l'ultima volta nella notte tra il 19 e il 20 settembre dello stesso anno.

## Programmazione

### Orario di inizio
Rai Notte andava in onda tutte le notti, ad eccezione dei giorni in cui vi erano le prove tecniche di trasmissione (le trasmissioni venivano in quel caso interrotte) o se erano trasmessi eventi sportivi (come ad esempio le Olimpiadi).
La programmazione iniziava approssimativamente nei seguenti orari:
- Rai 1: ore 2:30 circa
- Rai 2: ore 2:15 circa
- Rai 3: ore 1:10 circa (a volte alle ore 2:10)

### Programmi
Venivano trasmessi specialmente programmi di videoframmenti, produzioni Rai del passato e film (in particolare il venerdì, il sabato e la domenica all'interno di Fuori orario. Cose (mai) viste).
Rai Notte trasmetteva in diretta Rai News fino alle ore 7:00 su Rai 3 (ancora in onda), mentre su Rai 1 trasmetteva dalle 5:45 alle 6:10 il canale Euronews. Si dava spazio anche alle lezioni universitare di Rai Nettuno Sat Uno su Rai 2 ad orario variabile.
Alcuni dei programmi che venivano trasmessi erano:
- Anima Good News
- Anima Incontra
- Agenzia Riparatorti
- Alla gallina abbuffata
- Cercando cercando
- Diplomi universitari a distanza (in collegamento con Rai Nettuno Sat Uno)
- Euronews (collegamento)
- Fuori orario (solo nei weekend, ancora in onda)
- Homo ridens
- Videocomic
- Città amara
- Documentario
- Inconoscio e magia
- Inconscio, magia e psiche
- L'avvocato risponde
- Gli Occhi di Simona
- Made in Italy
- Effetto Ieri
- L'aggressività
- Sottosuolo: carte e segreti
- Pioggia sporca
- Il bisonte e la giraffa

- Medicina per voi
- Seminario Vocazionale
- Il caffè
- Overland (replica)
- Gramatticando"
- Quasi le sette
- Quarto Potere
- Rai News (collegamento) (ancora in onda)
- Scanzonatissima
- Spensieratissima
- Superstar
- Spettacolando
- Stella del Sud
- I nostri problemi
- La voce dei cittadini
- Tempo reale
- Trasgressioni
- TG2 Costume & Società (replica)
- TG2 Medicina 33 (replica)
- TG2 Eat parade (replica) (ancora in onda)
- TG2 Sì Viaggiare (replica)
- TG2 Dossier
- TG2 Storie
- TG2 Mizar
- Tifo che Passione!
- Zibaldone... cose a caso

Alcuni programmi, come il simulcast di Rai News 24 e Fuori Orario, sono tuttora in onda nella programmazione notturna. Mentre su Rai 1 fino al 2016 andava in onda il simulcast di Euronews, questo è stato poi sostituito con quello di Rai News 24; su Rai 2, invece, fino al 2014 venivano ancora trasmesse le videolezioni di Rai Nettuno Sat Uno, terminate dopo la chiusura della collaborazione con UniNettuno.

## Dopo Rai Notte
Il palinsesto notturno dei tre canali generalisti Rai, fatti salvi alcuni appuntamenti come il simulcast dei canali Rai News (su Rai 3), è stato radicalmente modificato.
Rai 1 ospita pertanto trasmissioni culturali come Sottovoce, vari programmi di Rai Educational, vecchi varietà televisivi e il programma Da Da Da, inoltre il simulcast del canale Euronews è stato rimpiazzato da quello di Rai News 24 per la prima mattina. Su Rai 2 le autoproduzioni giornalistiche e culturali sono state sostituite da film e TV movie affiancate a programmi di videoframmenti come Videocomic. Su Rai 3, invece, continua ad andare in onda Fuori orario. Cose (mai) viste, in particolare nel weekend.